# 阿诺洛尔
阿诺洛尔是一种含氮有机化合物，化学式为C14H23NO3，可作为β受体阻滞剂。